# Cheriómushki (Sochi)
Cheriómushki (del ruso: Черёмушки) es un mikroraión del distrito de Ádler de la unidad municipal de la ciudad-balneario de Sochi del krai de Krasnodar de Rusia.
Está situado junto a la orilla derecha del río Mzymta a 2 km de la costa del mar Negro. Su límite meridional es la calle Lenin que lo separa de la parte más antigua de Ádler. Sus principales calles son Molokova, Uliánova, Kuybysheva o Romashek, entre otras.

## Historia
El mikroraión debe su nombre al barrio moscovita homónimo. Los bloques de edificios fueron construidos en las décadas de 1960 y 1970. Fue incorporado a la ciudad de Sochi en 1961.

## Lugares de interés
La localidad es un centro turístico balneario por la playa de Ádler, con lo que parte de sus edificios son establecimientos hoteleros y comerciales y un parque acuático. En la localidad se hallan el Oceanario de Sochi y el Delfinario de Sochi.

## Sanidad
En el microdistrito hay un hospital y una clínica.

## Educación
En el barrio hay tres escuelas abiertas.